# Carya
Genre
Classification phylogénétique

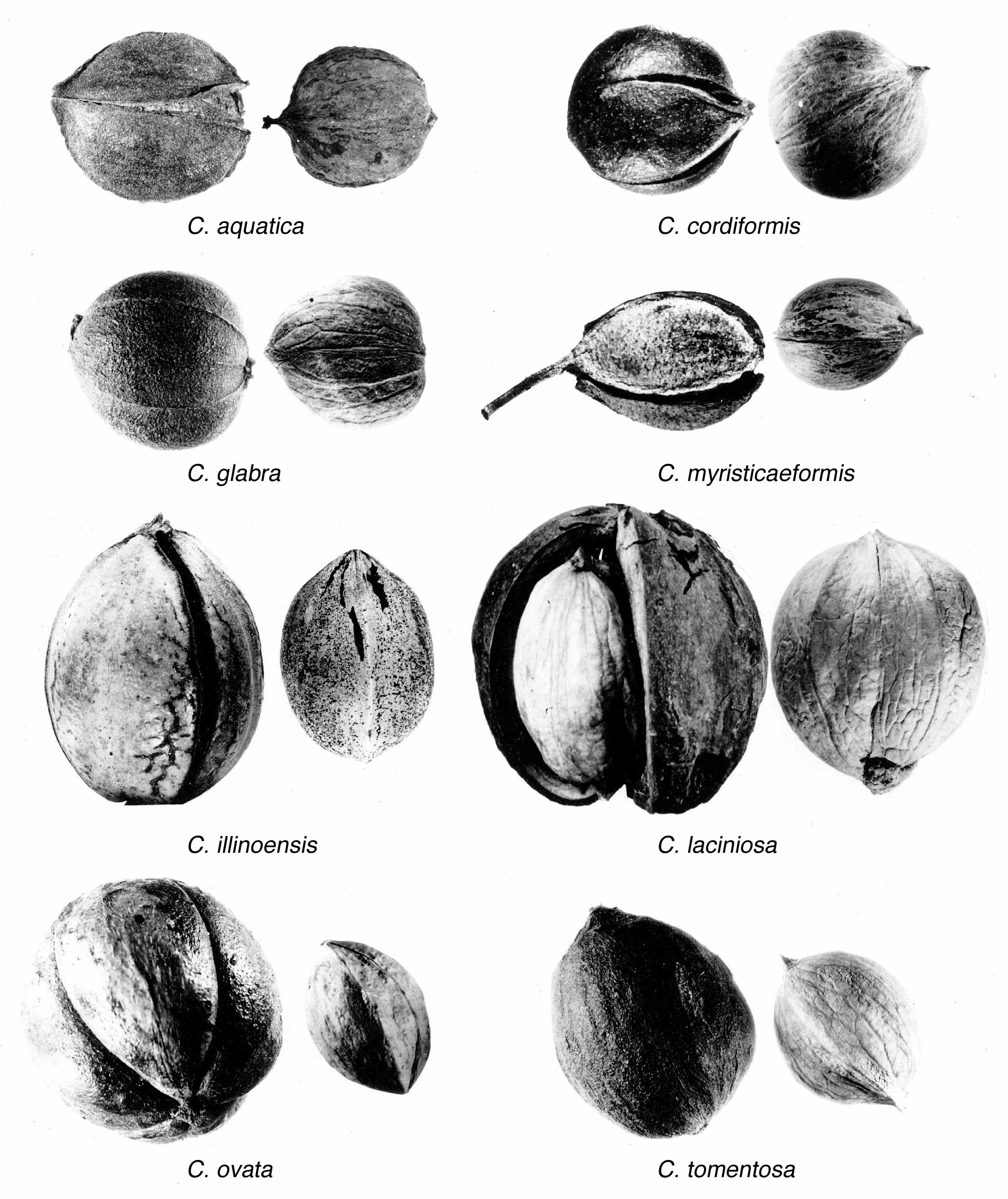
Comparaison des noix de Carya

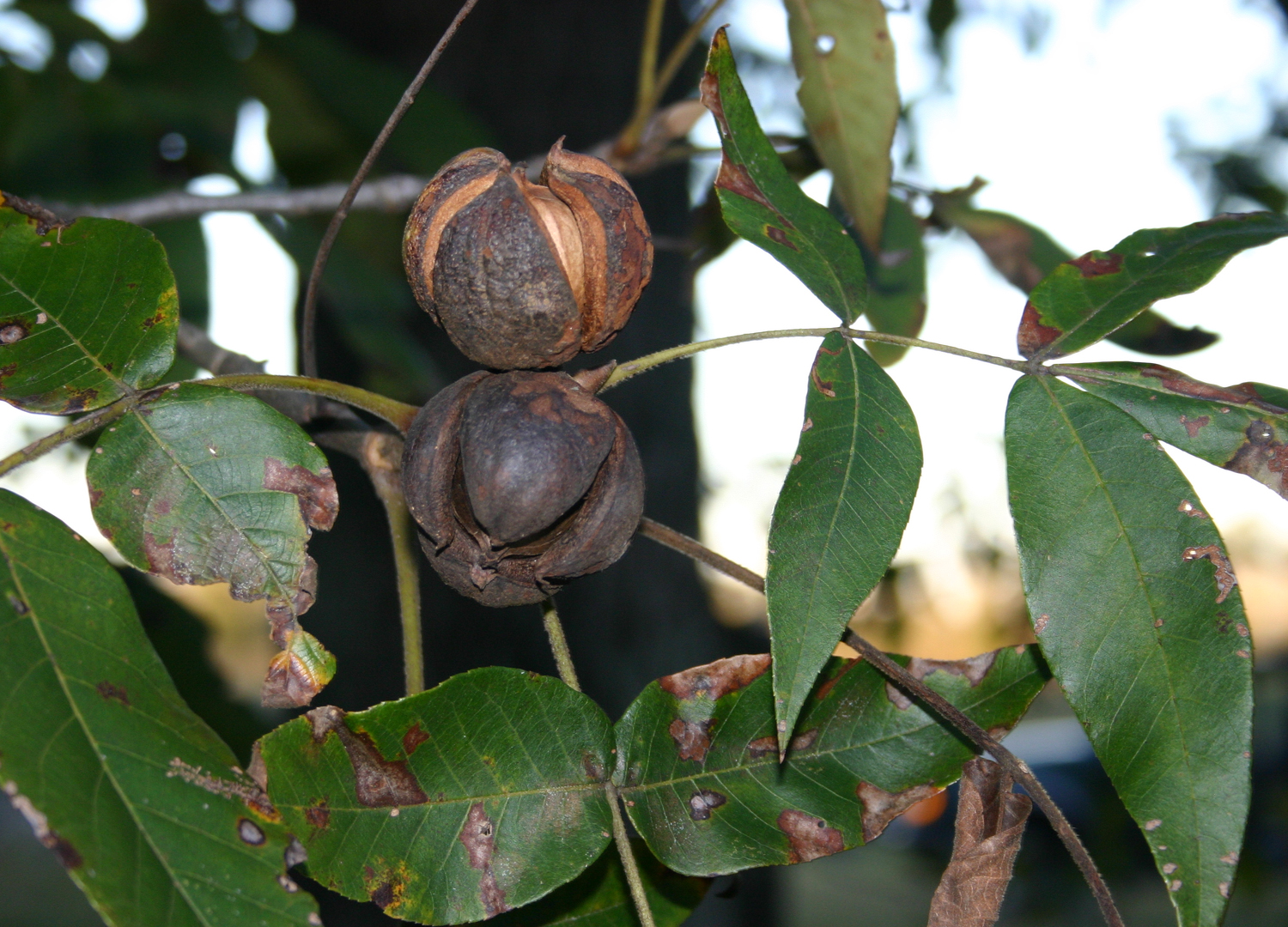
pacanes mûres, Andrews, SC

Le caryer (genre Carya) est un genre d'arbres à feuilles composées caduques comprenant une vingtaine d'espèces, dont une douzaine sont originaires d'Amérique du Nord (dont quatre se trouvent au Mexique). Les autres sont originaires de Chine et d'Indochine, de l'Inde, dans l'État d'Assam. Le genre était autrefois présent en Europe au Pléistocène, mais a disparu à la suite des glaciations.
Le nom de genre Carya vient de καρυα qui est le nom grec du noyer. Le noyer et le caryer appartiennent tous deux à la famille des juglandacées.
Cette essence de bois est souvent utilisée pour l'élaboration de baguettes de percussions (notamment les baguettes de batterie) et de manches d'outils, en raison de sa légèreté et de sa résistance aux chocs. Le caryer était également employé dans la fabrication de skis et de canots (canoës). Il dégage une odeur caractéristique lors de sa combustion. L'espèce Carya illinoinensis (wangenh ou pacanier) produit les pacanes.

## Espèces et classification
Amérique du Nord
- Carya sect. Carya
  - Carya floridana
  - Carya glabra - Caryer glabre
  - Carya myristiciformis
  - Carya ovalis (synonyme deC. glabra)
  - Carya ovata - Caryer ovale
  - Carya laciniosa - Caryer lacinié
  - Carya pallida
  - Carya texana
  - Carya tomentosa (syn. C. alba) - Caryer tomenteux
- Carya sect. Apocarya - pécans
  - Carya aquatica
  - Carya cordiformis - Caryer cordiforme
  - Carya illinoinensis - Pacanier
  - Carya palmeri

Asie
- Carya sect. Sinocarya
  - Carya dabieshanensis (synonyme de C. cathayensis)
  - Carya cathayensis - pécan chinois
  - Carya hunanensis - caryer du Hunan
  - Carya kweichowensis - caryer du Guizhou (Kweichow en Wade-Giles)
  - Carya poilanei
  - Carya tonkinensis - caryer du Tonkin

espèces fossiles
Paleobiology Database (site visité le 13 janvier 2023) recense une espèce fossile: †Carya sessilis MacGinitie, 1941 qui est une plante datant de l'Éocène ayant été trouvée aux États-Unis (Californie). Le spécimen type a pour code U.C. Mus. Pal. Paleobot. Ser. cotypes nos. 2150, 2151.
La base de données palynologiques Palynodata (site visité le 13 janvier 2023) recense de nombreuses autres espèces incluant:
- †Carya alba (du début du Tertiaire au Néogène)
- †Carya annulatus (Paléocène)
- †Carya aquatica (du début du Tertiaire au milieu du Pléistocène)
- †Carya bella (de l'Éocène au Miocène)
- †Carya bendirei (fin du Miocène)
- †Carya cathayensis (de la fin de l'Éocène au Pléistocène)
- †Carya communis (de l'Éocène à la fin du Néogène)
- †Carya compacta (Karaganien)
- †Carya concentrica (du Miocène à la fin du Néogène)
- †Carya cordiformis (de la fin de l'Oligocène au début du Miocène)
- †Carya delmarensis (Éocène)
- †Carya denticulata (Villafranchien)
- †Carya elegans (de l'Éocène au Miocène) - URSS (Russie - Ukraine - Kazakhstan)[6],[7],[8],[9],[10],[11],[12],[13],[14]
- †Carya evidens (de la fin du Paléocène à l'Éocène)
- †Carya exilis (du Paléogène à la fin de l'Oligocène)
- †Carya glabra (de la fin de l'Oligocène à la fin du Pliocène)